# Ісетська печера
Ісетська (рос. Исетская) — печера в Узбекистані, на гірському хребті Байсунтау, південні відроги Гісарського хребта гірської системи Паміро-Алаю. Печера вертикального типу простягання. Загальна протяжність — невідома. Глибина печери становить 280 м. Категорія складності проходження ходів печери — 3А.